# Лас-Ломітас (Техас)
Лас-Ломітас (англ. Las Lomitas) — переписна місцевість (CDP) в США, в окрузі Джим-Гогг штату Техас. Населення — 235 осіб (2020).

## Географія
Лас-Ломітас розташований за координатами 27°20′16″ пн. ш. 98°39′46″ зх. д. / 27.33778° пн. ш. 98.66278° зх. д. (27.337839, -98.662886).  За даними Бюро перепису населення США в 2010 році переписна місцевість мала площу 10,23 км², уся площа — суходіл.

## Демографія
Згідно з переписом 2010 року, у переписній місцевості мешкали 244 особи в 73 домогосподарствах у складі 60 родин. Густота населення становила 24 особи/км².  Було 100 помешкань (10/км²).
Расовий склад населення:
| - 77,9 % — білих - 18,4 % — осіб інших рас |

До двох чи більше рас належало 3,7 %. Частка іспаномовних становила 95,1 % від усіх жителів.
За віковим діапазоном населення розподілялося таким чином: 36,1 % — особи молодші 18 років, 56,9 % — особи у віці 18—64 років, 7,0 % — особи у віці 65 років та старші. Медіана віку мешканця становила 30,5 року. На 100 осіб жіночої статі у переписній місцевості припадало 112,2 чоловіків;  на 100 жінок у віці від 18 років та старших — 113,7 чоловіків також старших 18 років.
Середній дохід на одне домашнє господарство  становив 42 549 доларів США (медіана — 43 917), а середній дохід на одну сім'ю — 42 549 доларів (медіана — 43 917). 
Цивільне працевлаштоване населення становило 111 осіб. Основні галузі зайнятості: виробництво — 27,9 %, сільське господарство, лісництво, риболовля — 19,8 %, мистецтво, розваги та відпочинок — 18,0 %.